# Se7en
Se7en (uneori Seven) (în română Șapte) este un film thriller american din 1995, cu elemente de groază și de neo-noir, regizat de David Fincher după un scenariu scris de Andrew Kevin Walker. Filmul este distribuit de New Line Cinema, iar rolurile principale sunt interpretate de Brad Pitt, Morgan Freeman, Gwyneth Paltrow, R. Lee Ermey și Kevin Spacey.
David Mills (Brad Pitt) și William Somerset (Freeman) sunt doi detectivi de la secția de omucideri care lucrează într-un oraș mare unde au loc multe crime. Nou-transferatul Mills și veteranul aproape pensionar Somerset se implică profund în cazul unui criminal în serie sadic. Fiecare crimă planificată cu meticulozitate corespunde unuia din cele șapte păcate de moarte biblice: lăcomia, zgârcenia, lenea, mânia, mândria, pofta și invidia. În decursul investigațiilor, cei doi reușesc să afle identitatea criminalului înainte ca acesta să asasineze toate cele șapte victime. 
Filmul a fost lansat în Statele Unite ale Americii la 22 septembrie 1995. Aducând încasări de 327 milioane de dolari la nivel internațional, Seven a fost un succes comercial și a primit recenzii foarte pozitive din partea majorității criticilor. Are o nominalizare la Premiile Oscar și una la Premiile BAFTA. 
Slogan:
- Seven deadly sins. Seven ways to die. (Șapte păcate biblice. Șapte feluri de a muri)

## Rezumat
Într-un oraș nenumit, detectivul William Somerset (Morgan Freeman) este la o săptămână distanță de pensionare. În acest timp i se atribuie ca partener de investigație sergentul David Mills (Brad Pitt), un detectiv arogant și fără experiență. Cei doi bărbați intră în conflict aproape imediat; Mills este temperamental, lăsându-și furia să dețină controlul asupra lui, în timp ce Somerset este analitic, introspectiv și metodic.

### Lăcomie
Prima misiune pe care o primesc cei doi detectivi este o crimă comisă într-un apartament murdar, infestat cu gândaci, victima fiind un bărbat extrem de obez. Acesta este legat cu sârmă ghimpată la genunchi și încheieturile mâinilor, sub masa la care stătea găsindu-se și o găleată de vomă. Mai târziu, după autopsie se certifică că omul a fost forțat să mănânce o cantitate enormă de alimente, iar apoi, fiind lovit de către agresor, acesta a suferit o hemoragie internă. Prima probă care indica un asasin cu un motiv anume era setul de recipiente de mâncare găsite, care arătau că acesta a făcut multiple drumuri la magazin.

### Zgârcenie
În ziua următoare, Mills primește un alt caz, crima macabră asupra unui avocat proeminent, numit Eli Gould. Gould a fost forțat să-și extirpe bucăți din corp, pe covorul din biroul acestuia fiind găsit scris cu sânge cuvântul GREED (Zgârcenie). După ce Somerset descoperă cuvântul GLUTTONY (Lăcomie) scris cu grăsime pe un perete din casa primei victime, își dă seama că cele două crime au același autor, suspectând că probabil vor mai exista încă cinci crime, după modelul celor cinci păcate rămase: desfrâu, furie, invidie, mândrie și lene.
După ce văduva lui Gould analizează fotografiile luate de la locul crimei, observă că un tablou din birou este întors. În spatele tabloului, detectivii găsesc pe perete un set mare de amprente cu ajutorul cărora era scris cuvântul HELP ME (Ajutor). Amprentele aparțin unui traficant de droguri despre care Somerset nu crede că este criminalul.

### Lene
Se dovedește că Somerset avea dreptate atunci când traficantul, numit Victor, este găsit legat de pat, în viață, însă suferind de numeroase deteriorări mentale și fizice, după ce a stat un an imobilizat. Lângă pat era cuvântul SLOTH (Lene), scris cu excremente. Detectivii sunt contrariați de concluzia care reiese: că seria de crime a fost planificată de foarte mult timp.
În același timp, Somerset este invitat să petreacă timp cu Mills și soția acestuia, Tracy (Gwyneth Paltrow). După un schimb de confidențe, Somerset află că Tracy este însărcinată, că este indecisă dacă să avorteze și că David încă nu știe. 

### Desfrâu
Folosindu-se de informații obținute ilegal, Somerset și Mills află despre un individ numit John Doe (Kevin Spacey), care a împrumutat în mod repetat cărți despre cele șapte păcate capitale.
La cea de-a patra crimă detectivii ajung prea târziu, găsind o prostituată ucisă de un client, prin intermediul unui costum S&M cu accesorii ascuțite - John Doe îl forțase pe bărbat să o violeze. 

### Mândrie
O a cincea victimă este descoperită a doua zi, după ce John Doe dă un telefon poliției. O femeie, model, este găsită moartă în dormitorul său. Avea nasul tăiat, însă Doe îi oferise șansa să se salveze, prin posibilitatea alegerii între două variante: să rămână desfigurată sau să se sinucidă, lipindu-i un recipient de medicamente de mână și un telefon în cealaltă mână, pentru a suna după ajutor. Aceasta se sinucide, comițând păcatul mândriei, cuvânt găsit scris cu ruj la capătul patului.
Mills și Somerset se întorc la secția de poliție unde se întâlnesc cu un bărbat chel, murdar de sânge, pe care Mills îl recunoaște ca fiind John Doe. S-a descoperit că sângele avea trei surse: de la modelul ucis cu puțin timp în urmă, sângele lui Doe și o sursă neidentificată încă. Doe se oferă să recunoască totul, însă numai cu condiția de a fi lăsat escortat de cei doi detectivi la locul unde se vor găsi și ultimele două cadavre. Mills acceptă.

### Invidie
Când ajung la locul descris de Doe, este adus un colet de către un necunoscut. Pachetul era destinat lui Mills, însă Somerset decide să-l deschidă. Se retrage speriat din fața cutiei și strigă la Mills care se chinuia să ignore comentariile lui Doe, să pună pistolul jos și să nu se apropie de pachet. 
În timp ce Somerset se întoarce către Mills și Doe, Doe îl anunță pe Mills că a vizitat-o pe soția sa, Tracy ,în dimineața respectivă. Doe este invidios pe Mills pentru viața normală pe care o trăiește și deci comite un păcat: invidie. Doe îi spune că a ucis-o pe Tracy și că în pachet se află capul acesteia.

### Mânie
Furios și îngrozit, Mills se abține cu greu să îl ucidă pe Doe. Somerset încearcă să-l oprească, spunându-i că revelațiile lui Doe stau în picioare doar dacă este ucis pentru păcatul invidiei și dacă Mills este cel care îl ucide din cauza mâniei. Cu toate acestea, după ce Doe îi dezvăluie că Tracy era însărcinată, Mills îl împușcă în cap, apoi își golește pistolul în corpul acestuia.

Trupele de poliție sosesc la locul unde a fost ucis Doe, iar Mills este luat în custodie; soarta sa rămâne necunoscută. Somerset renunță să mai iasă la pensie și citează un paragraf din romanul Pentru cine bat clopotele de Ernest Hemingway: "Lumea este un loc frumos și merită să lupți pentru ea. Sunt de acord cu partea a doua."

## Distribuție
- Brad Pitt - detectiv David Mills
- Morgan Freeman - detectiv Lt. William Somerset
- Kevin Spacey - John Doe
- Gwyneth Paltrow - Theresa "Tracy" Mills
- Richard Roundtree - procurorul districtual Martin Talbot
- Richard Schiff - Mark Swarr, avocatul lui John Doe
- R. Lee Ermey - căpitanul de poliție
- John C. McGinley - șeful echipei SWAT din California
- Julie Araskog - doamna Gould
- Mark Boone Junior - Greasy, agent FBI
- John Cassini - polițistul Davis
- Reg E. Cathey - procuror
- Peter Crombie - Dr. O'Neill
- Hawthorne James - George, paznicul de noapte de la bibliotecă
- Michael Massee - omul din cabina salonului de masaj
- Leland Orser - omul înnebunit din salonul de masaj
- Richard Portnow - Dr. Beardsley
- Daniel Zacapa - detectiv Taylor
- Alfonso Freeman - polițistul care lua amprentele
- Harris Savides - operatorul de la 911
- Andy Walker - mortul
- Charles S. Dutton (necreditat) - polițist

## Recepție
Seven a fost lansat pe 22 septembrie 1995, la 2.441 cinematografe unde a adus 13,9 milioane de dolari în primul week-end de la lansare. Încasările totale au ajuns la 100,1 milioane de dolari în America de Nord și 227,1 milioane de dolari în restul lumii, iar totalul s-a ridicat astfel la 327,3 milioane de dolari, făcând ca Seven să fie al șaptelea film ca încasări din 1995.
Filmul a fost extrem de apreciat de critici și are în prezent un rating de 85% pe Rotten Tomatoes. Gary Arnold, în Washington Times, a lăudat distribuția: "Punctul forte al filmului este relația dintre dl. Freeman ca un polițist matur și cerebral și dl. Pitt ca un polițist tânăr și încăpățânat. Contrastul este inspirat sau credibil prin ei. Ceea ce ajunge la tine este curajul celor doi de a realiza profilurile schematice ale personajelor". Sheila Johnston, în recenzia sa pentru The Independent, a lăudat interpretarea lui Freeman: "filmul îi aparține lui Freeman și portretizarea tăcută, detaliată cu grijă, a omului în vârstă obosit care învață să nu renunțe la luptă". În recenzia sa pentru Sight and Sound, John Wrathall a scris: "Seven are cel mai înspăimântător final de la The Vanishing al lui George Sluizer... și este cel mai complex și tulburător film din genul cu criminali în serie de la Manhunter". Criticul de film Roger Ebert a dat filmului 3 stele și jumătate din patru în recenzia sa din 1995  și în 2011 l-a inclus în lista "celor mai mari filme". 
Filmul a fost clasificat pe locul 26 în topul 100 Scariest Movie Moments realizat de Bravo.

### Distincții
New Line Cinema a relansat Seven la Westwood, California în ziua de Crăciun și în New York la 29 decembrie 1995, într-o încercare de a obține nominalizări la Premiul Oscar pentru Freeman, Pitt, Fincher și Walker.
Walker a primit o nominalizare la premiul BAFTA pentru cel mai bun scenariu original. Editorul de film Richard Francis-Bruce a fost nominalizat la Premiul Oscar pentru cel mai bun montaj, iar tehnica folosită de directorul de imagine Darius Khondji a fost remarcată ca o influență majoră asupra tehnicii cinematografice contemporane, mai ales la sfârșitul anilor 1990. Filmul a obținut Premiul pentru film al MTV.
Listele American Film Institute
- AFI's 100 Years...100 Thrills - Nominalizat
- AFI's 100 Years...100 Heroes and Villains
  - John Doe - Nominalizat ca Villain
- AFI's 10 Top 10 - Nominatlizat ca Mystery Film